# Чибиров, Христофор Тадиозович

Мемориальная доска на фасаде Северо-Осетинского университета, ул. Ватутина, д. 46, Владикавказ

Христофор Тадиозович Чибиров (1908 год, село Чеселт (Кешельта), Горийский уезд, Тифлисская губерния, Российская империя — 1975 год, Орджоникидзе, Северо-Осетинская АССР) — советский профессор, осетинский общественный, государственный и научный деятель, первый ректор Северо-Осетинского государственного университета. Депутат Верховного Совета СССР 4-го созыва.

## Биография
Родился в 1908 году в бедной крестьянской семье в селе Чеселт (Кешельта, Чешельта) Горийского уезда Тифлисской губернии (территория современной Южной Осетии). Позднее его семья переехала в село Ногир Терской области. С 1931 года обучался на рабфаке при институте имени Г. В. Плеханова в Москве. С 1934 года обучался на историческом факультете Московского института истории, философии и литературы, который окончил в 1939 году. Во время Великой Отечественной войны служил комиссаром строительного отряда на оборонительных сооружениях в Северной Осетии. В последующем — преподаватель в Орджоникидзевском военно-пехотном училище.
В 1953 году получил учёную степень кандидата наук. С 1959 года — доцент, с 1964 года — профессор кафедры истории КПСС Северо-Осетинского государственного педагогического института (СОГПИ). В 1959 году после преобразования СОГПИ в Северо-Осетинский государственный университет был назначен его первым ректором.
Избирался депутатом Верховного Совета СССР 4-го созыва (1954—1958), депутатом Орджоникидзевского городского Совета.
Скончался в 1975 году в Орджоникидзе (сегодня — Владикавказ).
Память
28 декабря 2008 года на фасаде здания Северо-Осетинского университета на улице Ватутина, д. 46 во Владикавказе была установлена мемориальная доска (автор: скульптор Михаил Дзбоев).